# Fritz Everding
Fritz Everding (* 5. Februar 1903 in Hamm; † 16. November 1965 ebenda) war ein naturalistischer Maler und Grafiker.

## Leben
Everding absolvierte eine Schlosserlehre und war anschließend bei der Reichsbahn beschäftigt, bis er 1932 seine Berufstätigkeit aus gesundheitlichen Gründen aufgeben musste. Fortan widmete er sich vollständig der Kunst. Bereits 1919 stellte der sechzehnjährige Everding, vom Hammer Museumsdirektor Gustav Lübcke gefördert, seine ersten Werke aus.
Everding schuf Landschaftsbilder und Städteansichten von Hamm. Letztere sind von historischem Interesse, da sie den Wandel der Stadt von der Vorkriegszeit über die Zerstörungen des Zweiten Weltkrieges bis in die Nachkriegszeit dokumentieren. 1938 wurde er mit dem Jung-Westfalen-Preis des Westfälischen Kulturvereins Münster ausgezeichnet. Er wurde daraufhin Mitglied der Reichskammer der bildenden Künste, obwohl er ein Gegner der nationalsozialistischen Ideologie war. Aufgrund seiner Erkrankung wurde er nicht zur Wehrmacht eingezogen.
Fritz Everding starb 1965 nach langer schwerer Krankheit im Alter von 62 Jahren. Nach ihm ist die Fritz-Everding-Straße in seiner Heimatstadt Hamm benannt.

## Ausstellungen
- 21. September 2003 – 1. November 2003 Jubiläumsausstellung zum 100. Geburtstag im Glaselefanten des Maximilianparks in Hamm